# Stellaria karatavica
Stellaria karatavica är en nejlikväxtart som beskrevs av Boris Konstantinovich Schischkin. Stellaria karatavica ingår i släktet stjärnblommor, och familjen nejlikväxter. Inga underarter finns listade i Catalogue of Life.